# Hajduci
Hajduci (od mađarskog hajdu za naoružanog vojnika-plaćenika bez zemlje) bili su odmetnici u zemljama Osmanskog Carstva. Organizirani u hajdučke družine borili su se protiv Osmanlija. U narodu su sinonim za slobodoljubive ljude i borce za slobodu svog naroda, zaštitnike kršćana od otomanskog ugnjetavanja.
U usmenoj predaji i pjesništvu na njih se gleda gotovo isključivo kao na borce za slobodu. Brojni hajduci su na početku 19. stoljeća sudjelovali u ustancima balkanskih naroda: Prvom i Drugom srpskom ustanku, Grčkom ratu za nezavisnost itd. U Dalmaciji su hajduke pomagali Mlečani, koji su ih koristili i u svojim protuturskim ratovima.
Hajdučija kao način djelovanja nije u Jugoistočnoj Europi proizašla iz otomanskih osvajanja i poznata je još od vremena Ilira, a pojavljivala se kao odgovor na teške životne uvjete.

## Etimologija
Do danas je ostalo nejasno stvarno podrijetlo riječi hajduk. Po jednoj od teorija, riječ hajduk je izvedena od turske riječi hajdud, koju su koristili Osmanlije za ugarske pješačke jedinice.
Po drugoj teoriji riječ je izvedena od mađarskog hajtу (množina hajtok), koja znači gonič stoke. Taj posao je 16. stoljeću bio važan ali i opasan, jer su bila potrebna čitava tri mjeseca kako bi se stado stoke iz južne Ugarske dotjeralo do Beča, na udaljenost od više od 600 km, pa su ti goniči redovito nosili i oružje. Tokom 16. stoljeća mnogi od tih hojtoka prestali su biti goniči stoke i postali vojnici.  Riječ je s vremenom ušla u turski kao hajdud i na kraju, u srpski kao xајдук. Zna se da su krajem 18. stoljeća hajtoki po Ugarskoj bili naoružani sluge, obično s dva pištolja i dva duga noža, koji su pored svojih uobičajenih poslova po plemićkim imanjima, imali zadatak štititi svoje gospodare. Transilvanijski plemić István Bocskay (1557. – 1606.), bio je poznat po svojoj hajdučkoj vojsci. Po Srbiji i Banatu tokom prve polovice 18. stoljeća riječ hajduk se također odnosila na pješačkog vojnika.
Ono što ostaje nejasno, kako je ta riječ za ugarskog pješačkog vojnika postala sinonim za razbojnika. Moguće je da su Osmanlije na njih gledali kao na bandite.
Druga mogućnost je da se riječ hajduk kao oznaka za razbojnika, počela upotrebljavati jer su Habsburzi često unajmljivali vješte razbojnike i bandite u redove svoje vojske ili paravojnih jedinica koje su se borile protiv Osmanlija. Ono što je potpuno sigurno je činjenica da riječ hajduk kao oznaka za razbojnika nije postojala ni u srpskom a ni u mađarskom jeziku prije osmanskog osvajanja Balkana.
Postoji i teorija Miodraga Stojanovića po kojoj je hajduk,  nastala od sanskrtske riječi aydh = boriti se, protiviti se. Inače se do 15. stoljeća naoružani razbojnik zove gusar, a sam čin prepada - gusa. U osmanskim izvorima se ispočetka često koristio izraz haramija, da se naglasi razbojnička dimenzija hajdučije.
Hajduci na različitim jezicima:
- hajdut (albanski)
- հայդուկ (hayduk) (armenski)
- hajduk (bošnjački)
- хайдут, хайдутин ili хайдук  (bugarski)
- hajduk (hrvatski)
- haïdouk (francuski)
- aiducco (talijanski)
- hajdú (mađarski)
- ајдук, ајдутин  (makedonski)
- hajduk (poljski)
- haiduque (portugalski)
- haiduc (rumunjski)
- хајдук (srpski)
- hejduk (švedski)
- haydut (turski)
- hejduk (kurdski)
- гайдук (gajduk) (ruski)
- гайдамака  (ukrajinski)
- הײַדאַמאַק (haydamak) (jidiš)

## Povijest razvoja hajdučkog pokreta
Povijest hajduka na Balkanu počinje s prodorom Turaka u Europu. Na pojavu i razvoj hajdučkog pokreta na Balkanu, osim težine osmanskih poreza i nameta, utjecala je i vojnička tradicija najamničkih odreda po balkanskim srednjovjekovnim državama još od križarskih ratova. U povijesnim izvorima hajdučiju i četovanje spominje 1550. godine putopisac Zeno, a za vrijeme Kandijskoga rata (1645. – 1669.) bili su na vrhuncu. Ferdo Šišić piše da su hajduci neprestano i iznenada napadali Turke po planinama i gudurama; viteški bi prodirali do careva šatora, pa bi onda opet u planine uzmakli.
Osmanske vlasti smišljeno su uključivali domaće stanovništvo u svoju novu vlast. Najznačajnije paravojne postrojbe u koje su se uključivali i kršćani bili su vojnuci (turski: voynuk), derbendžije (perzijski der-bend) i martolosi (grčki: armatolos). Vojnuci su najčešće bili konjušari, derbendžije su osiguravali puteve na opasnim mjestima po planinskim tjesnacima i klisurama a martolosi su korišteni za upade preko granice. Od svih njih hajducima su po svojoj organizaciji, najviše nalikovali martolozi, koje su Turci zatekli po Balkanu. Iako su aktivno sudjelovali u suzbijanju hajdučije, vojnuci, martolosi i derbendžije su gotovo zaboravljeni u usmenoj narodnoj predaji, kao tradicija nedostojna sjećanja.
Utjecaj služenja u paravojnim postrojbama na lokalno gospodarstvo i nepostojanje moralnih dilema oko tog je li pljačka - zlo, utjecala je na razvoj hajdučije, pošto je razlika između angažmana u paravojnim postrojbama i hajduka bila veoma mala, pa su mnogi najamnici otišli u goru u hajduke, kad ih nitko nije želio angažirati.
Rijetki putopisci koji u 16. i 17. stoljeću prolaze Srbijom, posebno trasom starog rimskog puta od Beograda do Carigrada, svjedoče o nesigurnosti putovanja, i utvrđenjima podignutim pored puta radi zaštite od hajduka, kao i o razvijenom sustavu pograničnih straža, sastavljenih od lokalnog kršćanskog stanovništva. Straže s bubnjevima koje upozoravaju putnike na opasnost od hajduka u 16. stoljeću spominju se kod Pljevalja, kod Lukavice i Kunovice, kod Niša (1550.), kod gaza preko Morave (1553.), u Kačaničkoj klisuri (1573.), na planini Čemernik (1582.), u Rodopima, po jugoistočnoj Bosni, na Ježevici, Dinari, Romaniji.
Jedan francuski putopisac koji je putovao Srbijom za vrijeme intervencije velikog vezira Mehmed Paše Ćuprilića u Erdelju 1658., piše o svježe odrezanim glavama hajduka, izloženim po zidinama Paraćina, koje trebaju zastrašiti druge razbojnike.

### Razlozi za odlazak u hajduke
U hajduke je uglavnom odlazilo kršćansko stanovništvo zbog četiri osnovna razloga. Najčešće zbog straha za vlastiti život, kad bi ih pozvali da se pojave na sudu u gradu, bilo zbog neplaćanja poreza ili zbog neke druge optužbe. Kršćani su u Osmansko Carstvu imali slabu pravnu zaštitu, pa su tada radije birali odlazak u planinske šume nego da ostanu u svojim selima i čekaju uhićenje.
U planinama se moglo preživjeti jedino od krađe i pljačke. Po šumama je uvijek bio izvjestan broj dezertera (hajduka), pa bi se novajlije pridružile tim grupama. Drugi veliki razlog za odlazak u hajduke bila je mržnja koju bi na sebe navukao potencijalni hajduk od jednog ili više Turaka, pa mu nije preostajalo drugo već bijeg kako bi izbjegao da ga ubiju, jer nije mogao očekivati zaštitu od osmanlijskih vlasti. Treći razlog za bijeg u šumu i planinu, bila je želja za osvetom Turcima. Takvi hajduci bili su najopasniji za osmansko carstvo, jer su bili izuzetno motivirani, pa su upravo oni bili inspiracija za epsku poeziju. Na posljetku je bilo i onih koji su se pridružili hajducima ne zbog straha, ili želje za osvetom, već zbog mogućnosti da žive slobodno, bez ikakvih društvenih ograničenja i obveza.
Hajdučki pokret na Balkanu predstavljao je na svoj način i pobunu protiv stranih okupatora, ali i protiv turskih poreza i nameta. Vuk Karadžić o tome daje vrlo precizan sud: 
Narod naš misli i pjeva da su u nas hajduci postali od turske sile i nepravde. Da rečemo da gdjekoji otide u hajduke i bez nevolje, da se nanosi haljina i oružja po svojoj volji ili kome da se osveti, ali je i to cijela istina, da što je god vlada turska bolja i čovečnija, to je i hajduka u zemlji manje, a što je gora i nepravednija, to ih je više, i za to je među hajducima bivalo kašto najpoštenijih ljudi, a u početku vlade turske jamačno ih je bilo i od prve gospode i plemića. Istina da mnogi ljudi ne odu u hajduke da čine zlo, ali kad se čovjek (osobito prost) jedan put otpadi od ljudskoga društva i oprosti se svake vlasti, on počne osobito jedan uz drugoga i zlo činiti; tako i hajduci čine zlo i narodu svome, koji ih prema Turcima ljubi i žali, ali se i danas čini hajduku najveća sramota i poruga kad mu se reče da je lopov i pržibaba. U stara su vremena hajduci, kao što se i u pjesmama pjeva, najradije dočekivali Turke kad nose novce od dacije, ali je to u naše vrijeme slabo bivalo, nego dočekuju trgovce i druge putnike, a kašto udare i na kuću kome za koga misle da ima novaca ili lijepa ruha i oružja, te ga poharaju. Kad kome udare na kuću, pa ne nađu novaca a misle da ih ima, oni ga ucijene pa mu odvedu sina ili brata, i vode ga sa sobom dokle im god on ucjenu ne odnese.

### Hajduci i uskoci
Uskoci predstavljaju poseban oblik otpora Turcima u jadranskom primorskom zaleđu koji su mletci nazivali Morlakija. Kako je to bilo veliko granično područje, koje u to vrijeme nitko nije mogao kontrolirati, velik dio kršćanskog stanovništva prebjegao je na mletačku stranu, ali kako nisu imali od čega živjeti jedva su dočekali da ih se angažira u paravojnim postrojbama.
Velik dio njih bili su nomadski pastiri, koji su sa svojim stadima ionako slobodno prelazili granice, pa su ih obje zaraćene strane nastojale instumentalizirati za svoj interes.
Uskakanje hajdučko - uskočkih družina na teritorije pod turskom vlašću, rasplamsalo se za Kandijskog rata (1645. – 1669.)
Za sve vrijeme Kandijskog rata s manjim ili većim intenzitetom traju i sukobi između uskoka i Dubrovačke Republike. Uskoke je podržavala Venecija koja je na taj način htjela smanjiti utjecaj Dubrovačke Republike u trgovini na Mediteranu. Gerilske su postrojbe bile sastavljene od turskih podanika iz Hercegovine i Crne Gore koji su prešli na mletački teritorij, ali i od starosjedilaca iz Dalmacije i Boke kotorske. Uskoci su aktivni oko Zadra i Šibenika, u Boki kotorskoj i u Makarskom primorju.
Po završetku Kandijskog rata, Venecija raseljava brojne prebjege na svoj teritorij po pustim otocima i svom dijelu Istre, pa Ravni kotari kod Zadra, s proslavljenim serdarom Stojanom Jankovićem, ostaju jedino značajno uskočko središte. Tada je dozvoljeno i čuvenom harambaši bokeljskih hajduka, Baju Pivljaninu, da se nastani kod Perasta. S početkom Morejskog rata (1684. – 1699.) ponovno oživljavaju uskočke gerilske jedinice. Bajo Pivljanin se vraća u svoju kulu nadomak Perasta, čineći čuda u zaleđu Dubrovačke Republike.
Za vrijeme Morejskog rata hajdučke uskočke postrojbe dobivaju karakter paravojnih mletačkih jedinica. Oni nisu ni gorski hajduci niti gusari, već jedno i drugo, prema potrebi. Ratujući i na moru i na kopnu, neredovno plaćeni, na rubu egzistencije, oni upadaju u turske krajeve, pale i pljačkaju, često ne vodeći računa radi li se o Turcima ili kršćanima.
Osobito su ostali opjevani u narodnoj poeziji Senjski uskoci, koji su kao vojnički faktor u Hrvatskom primorju bili aktivni više od osamdeset godina. Ratujući pod patronatom Habsburga protiv Turaka, senjski uskoci su vrlo brzo stupili u otvoreni sukob s Venecijom, ali i Dubrovačkom Republikom jer su svojim gusarenjem onemogućili trgovcima slobodnu plovidbu do Venecije.
Nakon što su uskoci 1601. pogubili carskog komesara Josepha de Rabattu koji je poslan u Senj da ih smiri, i tako izgladi situaciju s Venecijom, Dubrovačkom Republikom i Osmanskim carstvom uskoci su protjerani iz Senja u Žumberak i Otočac.

### Hajduci zulumćari
Dok su uskoci djelovali u skupinama, na poticaj ili sa znanjem vlasti, hajduci su bili više samostalni. Među hajducima bili su hajduci zulumćari turski hajduci. Šeh Gaibija je bio vođa kupreških turskih hajduka koji su u Rami 4. siječnja 1557. zapalili i opljačkali samostan, a franjevce pobili.

### Hajduci osvetnici
Uz hajduke zulumćare bilo je i hajduka osvetnika, za koje Ferdo Šišić piše da su oni odvažni ljudi koji su kroz cijelo vrijeme turskog ropstva, podržavali smisao za slobodu i oslobođenje. Ta junačka borba “za zbacivanje turskog jarma najljepša je naša epopeja, u kojoj su hajduci i uskoci glavnim junacima”. U hajdučkim družinama zajedno su bili katolici, pravoslavci i muslimani.

#### Muslimanski hajduci osvetnici
Postojali su, također, muslimanski hajduci osvetnici. Naime, od 17. stoljeća muslimanski su seljaci bili izloženi stalnim povećavanjima nameta, zulumima spahija i turske vlasti. Zbog toga se javljao otpor muslimana seljaka prema vlasti što je uzrokovalo pojavu hajduka muslimana. Poznato je da su 1639. godine ti hajduci predvođeni harambašom Abdu-rahmanom napali karavanu trgovaca od 400 ljudi u Ravnom (na putu iz Splita preko Duvna, Rame do Visokog) i ubili 19 trgovaca.
Budući da hajduke i uskoke osvetnike nije poticala pljačka nego osveta prema turskim zlodjelima, narod ih je držao junacima i zaštitnicima pa je o njima ispjevano mnoštvo pjesama i ispričano mnogo predaja. I u naše vrijeme mnogi kazivači kazuju pjesme i priče o hajducima i uskocima. Više je mikrotoponima koji svoj naziv baštine prema određenim hajducima i uskocima. Narod im zbog junaštva pripisuje mitske osobine.

#### Kršćanski hajduci razbojnici
Postojali su i kršćanski hajduci razbojnici. Takav je, primjerice, bio harambaša Nikola Maleta koji je zaprosio Anđu Bailovu iz Livna, a kad ga je ona odbila, on joj je zaprijetio da ne će ni drugoga ljubiti i da će je od svatova oteti. Anđa Bailova se udala za Stipana Nakića. Nikola Maletić je kod vrela Vijanjac u Vinovu pobio je 230 svatova Stipana Nakića i Anđe Bailove.:348-9

## Organizacija hajdučke družine
Vođa hajdučke družine bio je harambaša, pored njega u većim družinama istaknutu ulogu imaju još i kalauz i barjaktar. Kalauz je imao ulogu kretanja družine i komunikacije s ljudima, pa je morao znati više jezika, a barjaktar je imao važnu ulogu kod sastavljanja družine, jer je on birao tko može pod barjak.
U skladu s vojničkom tradicijom onoga doba u hajduke se ide ljeti. Navodi se da su hajduci djelovali od Đurđevdana (Jurjevdana, 23. travnja) do Mitrovdana (26. listopada). U Bosni i Hercegovini i Dalmatinskoj zagori postoji izreka »Jurjevdanak hajdučki sastanak, Mijoljdanak hajdučki rastanak« po kojoj kraj hajdučkog ljeta pada na 29. rujna.:33  Hajduci su zimovali potajno kod jataka.

## Hajduci u narodnim pjesmama
Kod svih južnoslavenskih naroda, i uopće naroda Balkana postoji velik broj epskih pjesama o životu i junačkim djelima poznatih hajduka i uskoka. Njihovi podvizi i junaštva su najčešće predimenzionirani, a radi se zapravo o malim sitnim prijevarama i najobičnijoj krađi - ovaca, konja. Stvarno bogate ljude - hajdučke družine najčešće nisu ni mogle orobiti jer su oni putovali uz veliku oružanu pratnju, s dobro organiziranim karavanama, pa bi izvukli kraći kraj ako bi se osudili napasti ih. Tu i tamo provaljuje i istina o jadnom životu hajduka, koji je češće gladan nego sit pa tako Vuk Karadžić navodi:

Od gladi je crnu zemlju jeo,

A od žeđi s lista vodu pio

Dok je junak družbu sakupio… (Vuk Karadžić, Srpske narodne pjesme III, br. 63)
Da bi se dokopali sredstava za život hajduci su često ucjenjivali ljude, otimavši im članove obitelji, traživši otkupninu za njihove glave, i to ne samo Turke već i kršćansku subraću, što je tadašnje ljude jako revoltiralo. Vremenom je ta mračna strana hajdučije potisnuta, a isplivala je na površinu jedino ona pozitivna o njima kao borcima za slobodu i protivnicima ugnjetavanja.

## Poznati hajduci

### Hrvatska
- Banda vrećara (Slavonija, Posavina i Banovina), preko 50 članova, od 1947. do 1953., vođa Vaso Bošković[11]
- Ivan Rošo Bušić
- Franjo Ilinić - 1596. godine Iliniću je Rustan-aga Sladović odbio osloboditi netom uhićenu ženu. Nakon toga Ilinić se odmetnuo u šumu, okupio hajdučku četu 190 nezadovoljnika i nanosio Turcima velike gubitke na požeškom području. Poginuo je krajem 1596. godine u sukobu s požeškim Solčić-pašom kraj Brodskog Drenovca.[12]
- Stojan Janković
- Šimica Karamatić
- Mile Karanović – Karan (Lika i Bosanska Krajina)
- Petar Kulišić (Primorje)
- Tadija Kulišić (Primorje)
- Jovan Kutlača (ucijenjen na 400 srebrnih forinta)[11]
- Marko Lapsanović (Slavonija), harambaša
- Mato Lapsanović (Slavonija), harambaša
- Vuk Mandušić
- Boža Matijević (Požega, Slavonija), vođa i začetnik družine Kolo gorskih tića (od kraja 1910-ih do 1927. uz prekide) čiji je član kasnije postao Čaruga[11]
- Petar Mrkonjić
- Ilija Perajica[13][14]
- Vinko Pintarić i Marko Rečić, posljednji hajduci, uhvaćeni 1988. odnosno 1991.
- Pavle Prpić poznat i kao Prpić Mali
- Ivo Senjanin
- Stanislav Sočivica (1715. – 1776.)[15][16]
- Jovo Stanisavljević Čaruga
- Andrijica Šimić
- Stanko Škrbić (ucijenjen na 400 srebrnih forinta)[11]

- Mijat Tomić (Hercegovina), harambaša[11]
- Stojan Trtolj (ucijenjen na 100 srebrnih forinta)[11]
- Joco Udmanić (Moslavina), vođa družine koju su činili Todor Uzelac, Jovan Uzelac, Prosenački, Jadrašina, Štimac, Popović...

### Albanija
- Isa Boljetinac
- Bajram Curi
- Azem Galica
- Šota Galica
- Ded Gjo Luli

### Armenija
- Garegin Nžde
- Andranik Ozanijan
- Serob Vartanian

### Bugarska / Makedonija
- Vojvoda Deljo
- Stefan Karadža
- Ilija Markov

### Rumunjska / Srbija
- Starina Novak

### Srbija / Hercegovina / Crna Gora
- Radoslav Čelnik
- Stojan Čupić
- Stanoje Glavaš
- Jovan Nenad
- Starina Novak
- Bajo Pivljanin
- Petar Popović Pecija
- Mali Radojica
- Mijat Tomić
- Hajduk Veljko

### Grčka
- Markos Botsaris
- Georgios Karaiskakis
- Theodoros Kolokotronis

### Ukrajina
- Ustim Karmaljuk

### Slovačka
- Juraj Jánošík

## Vanjske poveznice
- Aiducco na portalu Trecani (tal.)
- Hajduci i uskoci u narodnoj poeziji na portalu Projekat Rastko
- Dragić, Marko. Hajduci i uskoci iz Poetika i povijest hrvatske usmene književnosti. Filozofski fakultet Sveučilišta u Splitu, 2008.